# Landhaus (Dresde)
Le Landhaus est un bâtiment historique de Dresde, en Allemagne. Conçu à l'origine pour être le siège de la Diète du Duché de Saxe, il a été construit en style baroque entre 1770 et 1776 par Friedrich August Krubsacius sur le site de l'ancien Palais de Flemming-Sulkowski. En septembre 1775 le Obersteuerkollegium a été déplacé ici et en octobre, le premier Landstand y a siégé. Le bâtiment abrite aujourd'hui le Musée de la Ville de Dresde et la Galerie de la Ville de Dresde.

## Histoire
Le bâtiment a été construit à la fin du 18e siècle à la porte Pirna, dans l'est de la vieille ville. Le bombardement de Dresde au cours de la Seconde Guerre mondiale a détruit le bâtiment. 
La reconstruction a été réalisée de 1962 jusqu'en 1965. Entre 2005 et 2006, le bâtiment a été rénové et une évacuation incendie métallique a été ajoutée. Cette structure post-moderne est très controversée à Dresde.

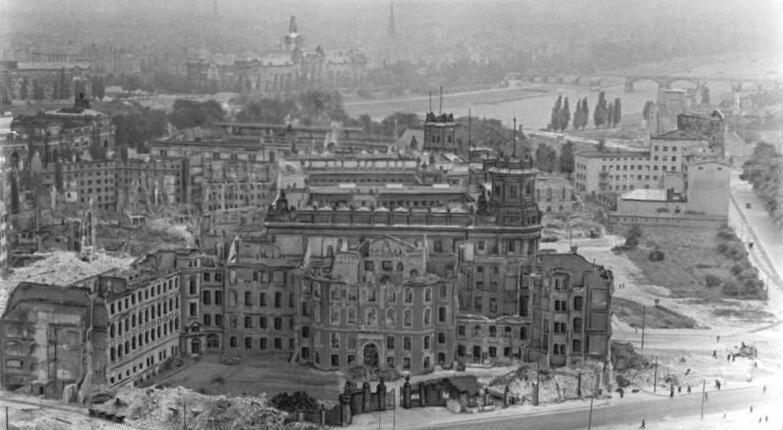
Landhaus en août 1951.
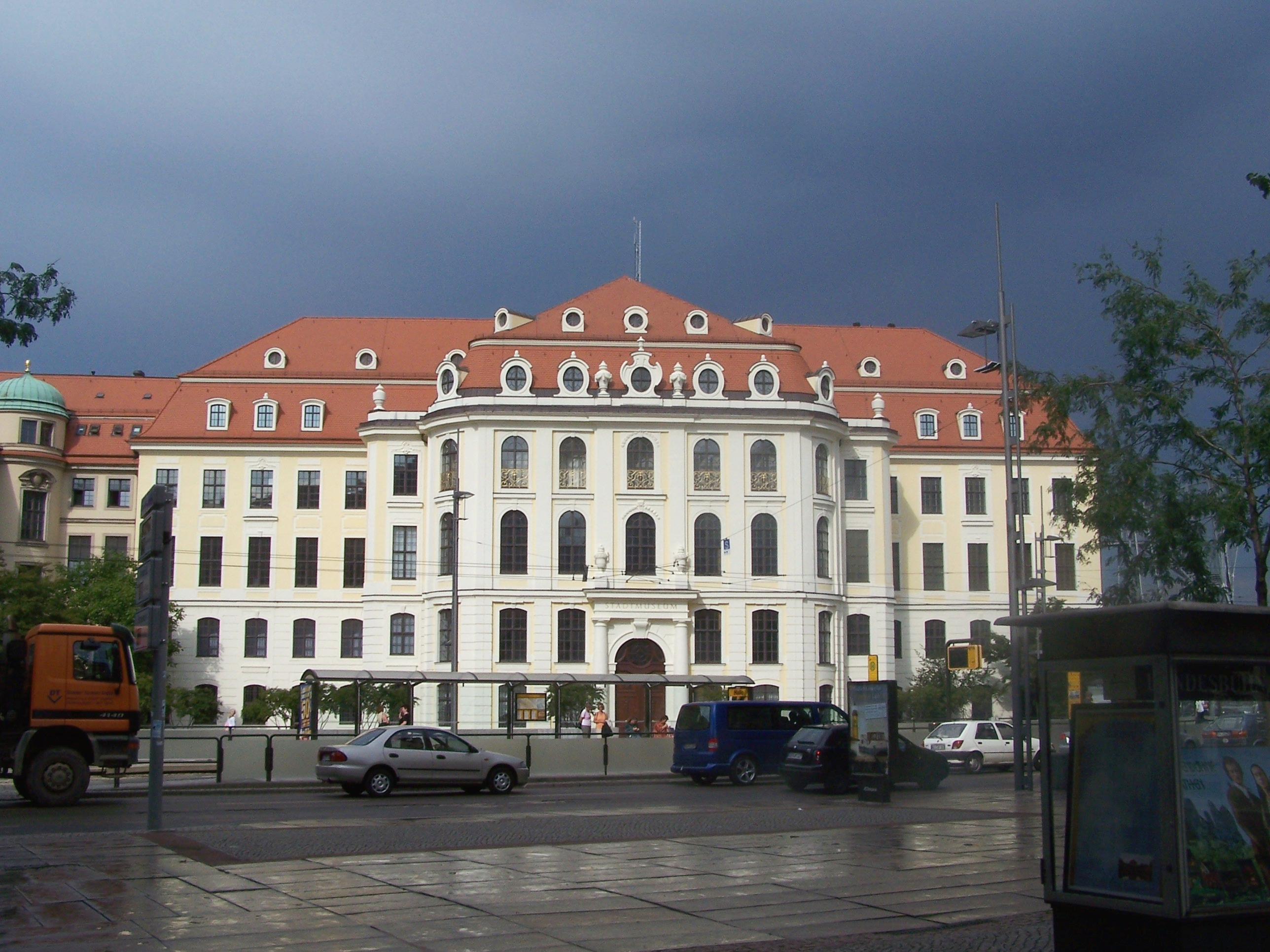
Landhaus, vu de la Wilsdruffer Straße
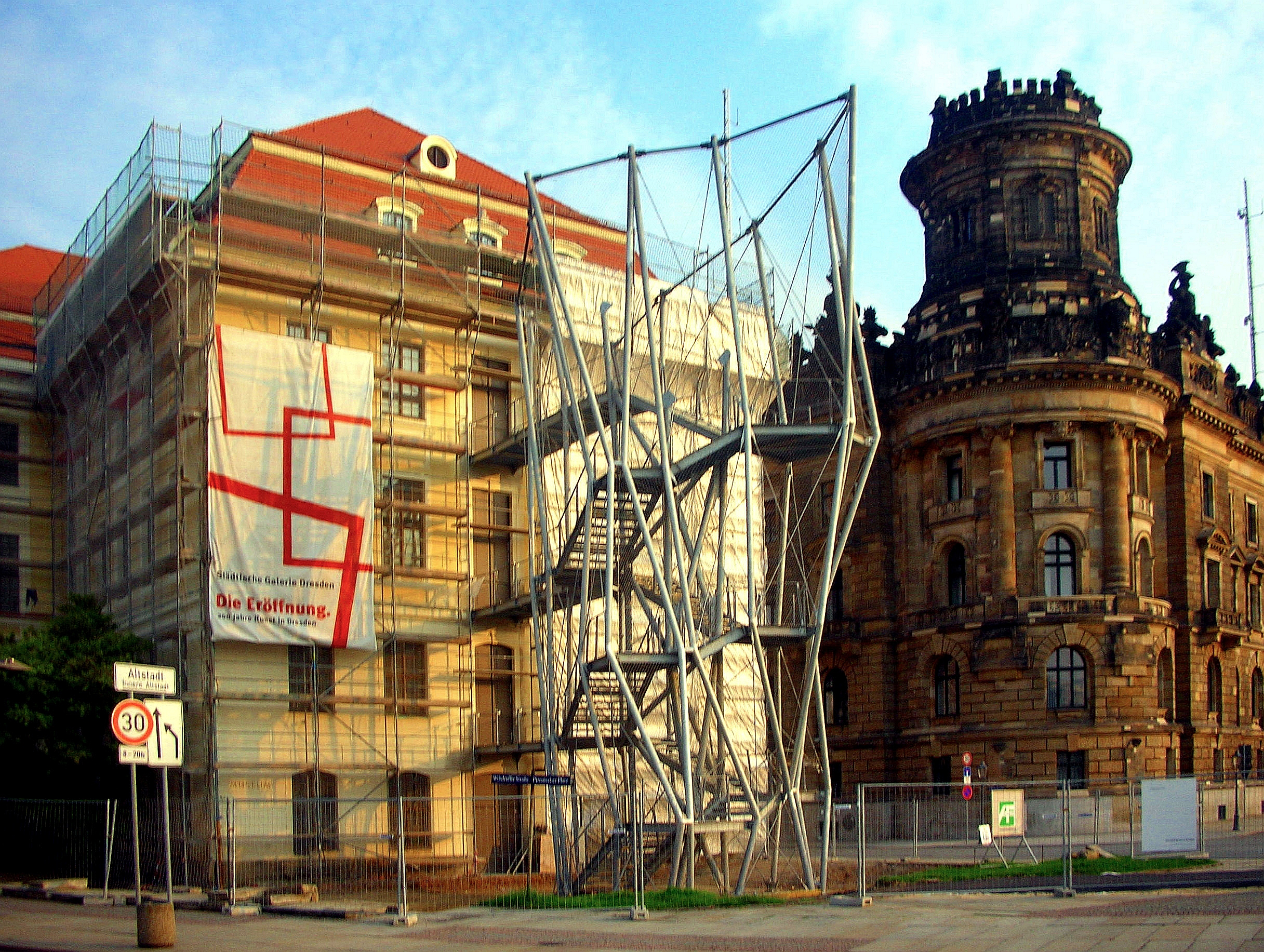
La structure controversée de l'évacuation incendie.